# Melaine Walker
Melaine Walker, född den 1 mars 1983 i Kingston, Jamaica är en jamaicansk friidrottare som tävlar i häcklöpning.
Walker deltog vid VM för juniorer 2000 där hon blev trea på 400 meter häck och femma på 100 meter häck. 2001 deltog hon vid VM i Edmonton där hon inte tog sig vidare till finalen på 100 meter häck. Inte heller vid VM 2007 i Osaka lyckades hon ta sig vidare till final. 
Walker deltog vid Olympiska sommarspelen 2008 i Peking, där hon vann guld på 400 meter häck på tiden 52,64 vilket var nytt personligt rekord och även nytt olympiskt rekord.
Hon vann också guld vid VM 2009 i Berlin på tiden 52,42, vilket var den näst snabbaste tid någon sprungit på, bara två tjugofemtedelar från Julia Petionkinas världsrekord.